# 圣母赎虏圣殿
圣母赎虏圣殿（Basilica of Our Lady of Ransom ）位于印度喀拉拉邦科契的Vallarpadam，是著名的天主教圣母朝圣地。每年9月16日至24日，成千上万的朝圣者，来此庆祝节日。
这是一个古老的教堂，由瓦斯科·达·伽马率领的葡萄牙商人建于1524年，为亚洲第一座供奉圣神的教堂。然而，美丽的教堂被1676年的特大洪水毁坏。同年在同一地点重建一座新的教堂，供奉葡萄牙人从家乡带来的圣母赎虏像。该像被认为具有神奇的力量，多次从猛烈的风暴中施行拯救。

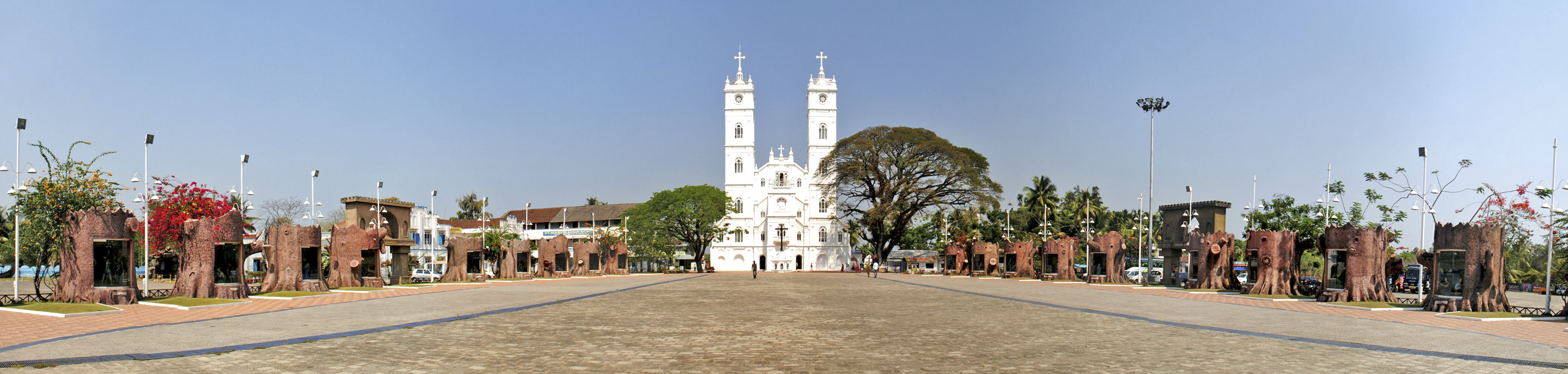
A panoramic view of Vallarpadam Basilica